# منتخب رومانيا لكرة السلة 3x3
منتخب رومانيا لكرة السلة 3x3 هو منتخب رومانيا الوطني في رياضة كرة السلة 3×3، يدار من قبل الاتحاد الروماني لكرة السلة. فاز المتخب ببطولة أوروبا في 2014.